# Карандеевы
Карандеевы — русский дворянский род татарского происхождения, из рязанских бояр.
При подаче документов (1686) для внесения рода в Бархатную книгу, была предоставлена родословная роспись Карандеевых, две грамоты великих рязанских князей (1402/27 и 1457/62), старейшая из которых на вотчину в Сюлемске Рязанского княжества и роспись служб Карандеевых (1651 - 1682), также в документах ссылались на их однородцев дворян Любавских.
Род Карандеевых внесён в VI и II части родословной книги Рязанской, Московской и Тамбовской губерний.

## Происхождение и история рода
Предок этого дворянского рода, Кичи-бей Карандеевич, а по крещении названный Павлом, выехал (1401) из Большой Орды к великому князю Олегу Ивановичу Рязанскому, получив титул боярина. Его внук Яков боярин и наместник великого князя Рязанского Фёдора Олеговича. Фамилия Карандей от тюркского кичи бей — «молодой князь».
В XVII веке многие Карандеевы были стольниками и воеводами.

## Описание герба
Герб рода Карандеевых представляет собой щит разделённый горизонтально на две части, из них в верхней в голубом поле изображены золотой Крест и Луна (польский герб Деспот). В нижней части в серебряном поле крестообразно положены Сабля, Лук и Колчан.
Щит увенчан дворянскими шлемом и короной. Нашлемник: три страусовых пера. Намёт на щите голубой, подложенный золотом. Герб рода Карандеевых внесён в Часть 4 Общего гербовника дворянских родов Всероссийской империи (страница 39).

## Известные представители
- Карандеев Матвей Фёдорович — стряпчий (1658), воевода в Усмани (1665), в Зарайске (1671), стольник (1686—1692).
- Карандеев Александр Фёдорович — стольник, посланник в Польше (1668).
- Карандеев Алексей Фёдорович — стряпчий (1672). стольник (1686).
- Карандеев Владимир Фёдорович — московский дворянин (1676—1677).
- Карандеев Нефёд Нефедьевич — стряпчий (1676—1677).
- Карандеев Нефёд Фёдорович — московский дворянин (1676—1677).
- Карандеевы: Семён Александрович и Иван Нефедьевич — стольники царицы Прасковьи Фёдоровны (1687)[5][6].